# شینهوا
شینهُوا (شینوا، انگلیسی: Shinhwa، هانگول: 신화، هانجا: 神話) گروه موسیقی پسرانه ای ست که در ۲۴ مارس ۱۹۹۸، به همراه ۶ عضو خود (اریک مون، لی مین وو، کیم دونگ وان، شین هه سونگ، جون جین و اَندی لی) در کرهٔ جنوبی فعالیت خود را آغاز کرد. این گروه به همراه گروه‌هایی همچون Sechs Kies ،g.o.d. ،Fly to the Sky ،Turbo ،Baby V.O.X ،Fin. K.L. ،H.O.T. ،S.E.S جزو گروه‌های موفق آن زمان بود. شینهوا در زبان کره ای به اسطوره یا افسانه گفته می‌شود.
گروه در ابتدا زیر نظر کمپانی اِس‌اِم بود؛ پس از فسخ قرارداد، در ژوئیه سال ۲۰۰۳ به عضویت کمپانی Good Entertainment درآمد. سپس هر کدام از اعضا تحت نظر کمپانی‌های جداگانه به فعالیت‌های انفرادی خود ادامه دادند. شینهوا همچنین انتخاب و حمایت گروه Battle را بر عهده داشت.
در سال ۲۰۱۱، اعضای گروه برای ادامهٔ فعالیت‌های شش نفری خود، کمپانی شینهوا را تأسیس کردند.

در مارس ۲۰۱۲، پس از چهار سال وقفه و اتمام خدمت سربازی اعضا، با انتشار دهمین آلبوم خود، «بازگشت»، به صنعت موسیقی بازگشتند و تور کنسرت‌های خود را آغاز کردند.

## اعضای گروه
| اریک مون     | 晸赫 | مون جونگ‌هیوک | 문정혁 | ۱۶ فوریهٔ ۱۹۷۹ ‏(۴۶ سال)  | رهبر، رپر اصلی             | Top Class Entertainment  |
| لی مین وو    | 玟雨 | لی مین‌وو     | 이민우 | ۲۸ ژوئیهٔ ۱۹۷۹ ‏(۴۵ سال)  | خوانندهٔ اصلی، رقصندهٔ اصلی  | M Rising Entertainment   |
| کیم دونگ وان | 烔完 | کیم دونگ‌وان  | 김동완 | ۲۱ نوامبر ۱۹۷۹ ‏(۴۵ سال) | رهبر صدا                   | Liveworks Company        |
| شین هه سونگ  | 彗星 | جونگ پیل‌گیو  | 정필교 | ۲۷ نوامبر ۱۹۷۹ ‏(۴۵ سال) | خوانندهٔ اصلی               | Liveworks Company        |
| جون جین      | 前進 | پارک چونگ‌جه  | 박충재 | ۱۹ اوت ۱۹۸۰ ‏(۴۴ سال)    | خواننده، رهبر رپ، رهبر رقص | Open World Entertainment |
| اندی لی      | 先鎬 | لی سون‌هو     | 이선호 | ۲۱ ژانویهٔ ۱۹۸۱ ‏(۴۴ سال) | رهبر رپ، کوچکترین عضو      | TOP Media                |

## ترانه‌شناسی
| - ۱۹۹۸: برطرف‌کننده - ۱۹۹۹: تی. اُ. پی. - ۲۰۰۰: فقط یکی - ۲۰۰۱: هی بیا! - ۲۰۰۲: انسان کامل - ۲۰۰۲: عروسی - ۲۰۰۴: عنوان جدید - ۲۰۰۶: بیان هنر - ۲۰۰۸: جلد ۹ - ۲۰۱۲: بازگشت - اولین: چطوری بگم ( ۸ آگوست، ۲۰۰۴ ) - دومین: هی، رفیق ( ۴ آوریل، ۲۰۰۵ ) - سومین: روایت تابستان گرم ۲۰۰۵ ( ۱۰ آگوست، ۲۰۰۵ ) | - ۲۰۰۶: الهام ۱# - اولین: این خورشید است که در قلب‌های ماست ( ۱۴ ژوئیه، ۲۰۰۶ ) - اولین: روایت زمستان ۲۰۰۳ - ۲۰۰۴ ( ۳۰ دسامبر، ۲۰۰۳ ) - دومین: روایت زمستان ۲۰۰۴ - ۲۰۰۵ ( ۲۰ دسامبر، ۲۰۰۴ ) - سومین: روایت زمستان ۲۰۰۶ - ۲۰۰۷ ( ۲۵ ژانویه، ۲۰۰۷ ) - چهارمین: روایت زمستان ۲۰۰۷ ( ۵ دسامبر، ۲۰۰۷ ) - اولین: انتخاب من ( ۳۱ ژانویه، ۲۰۰۲ ) |

### جدول آلبوم‌ها
رده بندهای این جدول بر اساس اطلاعات حاصله از صنایع موسیقی مشارکتی کره می‌باشد. اطلاعات این جدول بر خلاف جداول اُریکن و بیلبورد به صورت ماهانه منتشر می‌شود، نه هفتگی.
| سال  | عنوان      | رتبه در جدول |
| ---- | ---------- | ------------ |
| ۱۹۹۸ | برطرف‌کننده | —            |
| ۱۹۹۹ | تی. اُ. پی. | ۳            |
| ۲۰۰۰ | فقط یکی    | ۱            |
| ۲۰۰۱ | هی بیا!    | ۳            |
| ۲۰۰۲ | انسان کامل | ۱            |
| ۲۰۰۲ | عروسی      | ۳            |
| ۲۰۰۴ | عنوان جدید | ۱            |
| ۲۰۰۶ | بیان هنر   | ۱            |
| ۲۰۰۸ | جلد ۹      | ۱            |
| ۲۰۱۲ | بازگشت     | ۱            |

| سال  | عنوان    | رتبه در جدول |
| ---- | -------- | ------------ |
| ۲۰۰۶ | الهام ۱# | ۴            |

## تورها و کنسرت‌ها
- اولین کنسرت زنده: اولین افسانه ( ۲۰۰۱ )
- دومین کنسرت زنده: افسانهٔ جاویدان ( ۱۸ - ۲۰ آوریل ۲۰۰۳ )
- تور روایت زمستان ۲۰۰۳ - ۲۰۰۴ ( ۳۱ دسامبر ۲۰۰۳ تا ۱۴ فوریهٔ ۲۰۰۴ )
- تور روایت زمستان ۲۰۰۴ - ۲۰۰۵: کنسرت زنده شینوا در سئول ( دسامبر ۲۰۰۴ )
- تور ۲۰۰۵ ژاپن - شینوا - اوساکا ( ۲۱ ژانویه ) و توکیو اینترنشنال فورم ( ۲۳ ژانویه )
- جشنوارهٔ روایت تابستان گرم ( ژوئیهٔ ۲۰۰۵ )
- تور آسیایی ۲۰۰۶ شینوا: بیان هنر - سئول ( ۱۳ - ۱۴ مه )، شانگهای ( ۸ ژوئیه )، بوسان ( ۱۵ ژوئیه )، بانکوک ( ۱۹ آگوست )، سنگاپور ( ۱۰ سپتامبر )، توکیو ( ۲۴ سپتامبر ) و اوساکا ( ۲۶ سپتامبر )
- تور ۲۰۰۶ ژاپن الهام ۱# در توکیو - نیپون بودوکان، توکیو ( سپتامبر ۲۰۰۶ )
- شینوا باید ادامه یابد: دهمین سالگرد، زنده در سئول - سالن ژیمناستیک المپیک ( ۲۹ و ۳۰ مارس ۲۰۰۸ )
- تور بزرگ ۲۰۱۲ شینوا: بازگشت ( ۲۰۱۲ )

## ترک کمپانی اس‌ام
در سال ۲۰۰۳، قرار داد پنج سالهٔ شینهوا با کمپانی اس‌ام به اتمام رسید و این امر به آن‌ها اجازهٔ تمدید قرار داد یا تغییر کمپانی را می داد. لی سو مان، مدیر کمپانی، فقط خواستار امضای قرار داد با اریک بود، وی این درخواست را رد کرد و مشتاق ادامهٔ فعالیت‌های گروهی خود بود. بدنبال این امر،اعضای گروه با کمپانی Good Entertainment قرار داد منصفانه‌ای امضا کردند. با ادعای لی مبنی بر اینکه گروه اجازهٔ استفاده از عنوان «شینهوا» را زیر نظر کمپانی دیگر ندارد، مشاجره‌ها آغاز گشت. با این وجود پس از دخالت دادگاه در این جریان، در نهایت شینهوا پیروز شد و با پرداخت هزینه‌ای حق استفاده از این عنوان را از آن خود کرد.